# Mikroregion Boca do Acre

Mikroregion Boca do Acre

Mikroregion Boca do Acre – mikroregion w brazylijskim stanie Amazonas należący do mezoregionu Sul Amazonense. Ma powierzchnię 65.950,2 km²

## Gminy
- Boca do Acre
- Pauini